# サミュエル・D・ディーレイ
サミュエル・デヴィッド・ディーレイ(Samuel David Dealey, 1906年9月13日 - 1944年8月24日)は、第二次世界大戦時のアメリカ海軍軍人、潜水艦艦長。名誉勲章受章者。最終階級は少佐。

## 経歴
1906年9月13日、テキサス州ダラスに生まれる。1930年6月、アナポリスを卒業。潜水艦乗りとしての訓練を受ける前には戦艦ネバダ(USS Nevada, BB-36)で勤務した。潜水艦S-20(USS S-20, SS-125)で勤務中に第二次世界大戦が始まると1942年12月2日、ハーダー (USS Harder, SS-257)の艦長に任命された。ディーレイは彼の潜水艦を敵の制海権下にある水域深くに導き、日本への通商破壊を行った。その武勲は目覚しく、ディーレイは従軍星章、四度の海軍十字章に輝いた。ディーレイの指揮下でハーダーは戦闘において抜きん出た戦果をあげ、プレジデンタル・ユニットサイテーションを受章した。ハーダーの最も輝かしい5度目の哨戒では駆逐艦2隻を撃沈、ほか2隻を大破させた功績によって、名誉勲章を受章している。
しかし1944年8月24日、6度目の哨戒においてルソン島沖で敵駆潜艇の爆雷攻撃を受けハーダーが撃沈された際戦死した。死後「潜水艦乗りの中の潜水艦乗り」と称えられ、護衛駆逐艦ディーレイ(USS Dealey, DE-1006)はディーレイの栄誉を称えて命名された。

## 賞罰
- 名誉勲章
- 海軍十字章
- 殊勲十字章
- シルバースター
- パープルハート章